# Chełmica-Cukrownia
Chełmica-Cukrownia – osada w Polsce położona w województwie kujawsko-pomorskim, w powiecie włocławskim, w gminie Fabianki. Osada położona jest nad Jeziorem Chełmickim.
W latach 1975–1998 miejscowość administracyjnie należała do województwa włocławskiego.
Inne miejscowości z prefiksem Chełm
- Chełmica
- Chełmica Duża
- Chełmica Mała
- Chełmce
- Chełmiec
- Chełmsko
- Chełm
- Chełmno
- Chełmża